# Somerset Gough-Calthorpe (7e baron Calthorpe)
Somerset John Gough-Calthorpe, 7e baron Calthorpe, (23 janvier 1831 - 16 novembre 1912), est un soldat et homme politique britannique,.

## Biographie
Calthorpe est le quatrième fils de Frederick Gough (4e baron Calthorpe) et de Lady Charlotte Somerset, fille d'Henry Somerset (6e duc de Beaufort). Il rejoint le 8e Hussars en 1849, avec un Brevet de major en 1855. Pendant la Guerre de Crimée il sert comme Aide de camp de Lord Raglan. Lord Cardigan poursuit Calthorpe pour son témoignage oculaire de la charge de la brigade légère dans ses mémoires Lettres from Headquarters, or Realities of the War in the Crimea, mais l'action a échoué . Il devient lieutenant-colonel en 1861, commandant les 5e Dragoon Guards. Il est le premier président du conseil du comté de l'île de Wight et est juge de paix à la fois là-bas et dans ses Midlands natals.
Deux ans avant sa propre mort, il succède à son frère aîné Auguste (1829–1910) comme baron Calthorpe en 1910.
En 1862, il épouse Eliza Maria Chamier, enfant unique du capitaine Chamier RN et veuve du capitaine Frederick Crewe. Ils ont deux fils et deux filles, dont :
- Somerset Frederick Gough-Calthorpe (1862-1940), qui devient 8e baron Calthorpe ;
- Somerset Gough-Calthorpe (1865–1937), officier de la Royal Navy ;
- Leila Maud Gough-Calthorpe (née en 1866) ;
- Mabel Gough-Calthorpe.

La chapelle de Madame à l'église St John à Oakfield sur l'île de Wight est construite comme mémorial en 1914.